# Крилів (Дубенський район)
Кри́лів — село в Україні у Варковицькій сільській громаді Дубенського району Рівненської області. Населення становить 396 осіб.

## Географія
Село розташоване на лівому березі річки Стубазки.

## Історія
У 1906 році село Варковицької волості Дубенського повіту Волинської губернії. Відстань від повітового міста 20 верст, від волості 3. Дворів 30, мешканців 197.
7 (20) листопада 1917 року, відповідно до Третього Універсалу Української Центральної Ради, увійшло до складу Української Народної Республіки.
12 червня 2020 року, відповідно до розпорядження Кабінету Міністрів України № 722-р від «Про визначення адміністративних центрів та затвердження територій територіальних громад Рівненської області», увійшло до складу Варковицької сільської громади.
19 липня 2020 року, в результаті адміністративно-територіальної реформи та ліквідації  Дубенського (1939—2020) району, село увійшло до складу новоутвореного Дубенського району.

## Населення

### Мова
Розподіл населення за рідною мовою за даними перепису 2001 року:
| Мова       | Кількість | Відсоток |
| ---------- | --------- | -------- |
| українська | 396       | 100%     |

## Відомі особи
Лойчук Ігор Федорович (1968 — 2019) — український військовик, учасник російсько-української війни.